# Нёшатель-сюр-Эн (кантон)

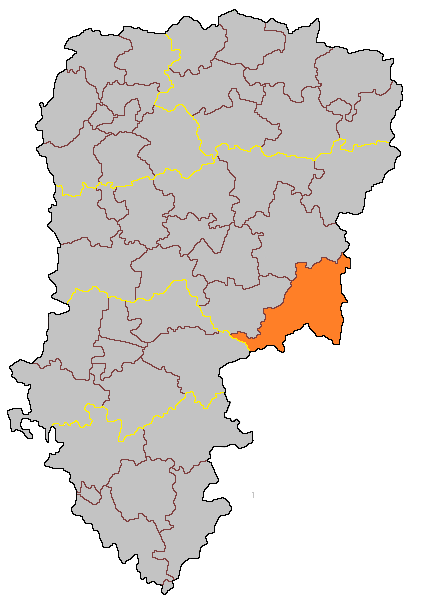
Кантон Нёшате́ль-сюр-Эн на карте департамента Эна

Нёшате́ль-сюр-Эн (фр. Neufchâtel-sur-Aisne) — упраздненный кантон во Франции, регион Пикардия. Департамент кантона — Эна. Входил в состав округа Лан. Население кантона на 2011 год составляло 10 124 человек.
Код INSEE кантона — 0221. Всего в кантон Нёшатель-сюр-Эн входило 28 коммун, из них главной коммуной являлась Нёшатель-сюр-Эн.

## Коммуны кантона
В состав кантона входили коммуны (население по данным Национального института статистики Архивная копия от 23 октября 2014 на Wayback Machine за 2011 г.):
- Агилькур — население 371 чел.
- Амифонтен — население 416 чел.
- Берри-о-Бак — население 588 чел.
- Бертрикур — население 163 чел.
- Буффиньерё — население 104 чел.
- Варикур — население 220 чел.
- Гийянкур — население 221 чел.
- Гиньикур — население 2 140 чел.
- Жерникур — население 46 чел.
- Жювенкур-э-Дамари — население 519 чел.
- Конде-сюр-Сюип — население 222 чел.
- Консеврё — население 263 чел.
- Ла-Виль-о-Буа-ле-Понтавер — население 122 чел.
- Ла-Мальмезон — население 413 чел.
- Лор — население 144 чел.
- Мези — население 431 чел.
- Менвиль — население 409 чел.
- Мёриваль — население 52 чел.
- Мюскур — население 48 чел.
- Нёшатель-сюр-Эн — население 409 чел.
- Оренвиль — население 500 чел.
- Пиньикур — население 176 чел.
- Понтавер — население 594 чел.
- Провизё-э-Пленуа — население 119 чел.
- Пруве — население 382 чел.
- Руси — население 397 чел.
- Шодард — население 88 чел.
- Эверньикур — население 567 чел.

## Экономика
Структура занятости населения:
- сельское хозяйство — 14,0 %
- промышленность — 22,6 %
- строительство — 8,5 %
- торговля, транспорт и сфера услуг — 31,5 %
- государственные и муниципальные службы — 23,4 %

## Политика
На президентских выборах 2012 г. жители кантона отдали в 1-м туре 27,4 % голосов Николя Саркози против 26,1 % у Марин Ле Пен и 24,0 % у Франсуа Олланда, во 2-м туре в кантоне победил Саркози, получивший 52,3 % (2007 г. 1 тур: Саркози — 33,1 %, Сеголен Руаяль — 19,7 %; 2 тур: Саркози — 57,8 %). На выборах в Национальное собрание в 2012 г. по 1-му избирательному округу департамента Эна они в 1-м туре поддержали альтернативного левого кандидата, действующего депутата Рене Дозьера, получившего 30,1 % голосов, но во 2-м туре в кантоне победила кандидат правых Од Боно, набравшая 44,9 % голосов (из трех кандидатов).
|  | Кандидат         | Партия             | % голосов |
|  | ---------------- | ------------------ | --------- |
|  | Филипп Тиммерман | Прочие правые      | 61,60     |
|  | Симон Бовийен    | Национальный фронт | 38,40     |

|  | Кандидат         | Партия                  | % голосов |
|  | ---------------- | ----------------------- | --------- |
|  | Филипп Тиммерман | Прочие правые           | 50,13     |
|  | Даниэль Шарль    | Социалистическая партия | 23,80     |
|  | Рена Фьев        | Национальный фронт      | 18,44     |
|  | Паскаль Клен     | Крайне левые            | 7,63      |